# William G. Dever
William G. Dever is een Amerikaans archeoloog, die zich gespecialiseerd heeft in de geschiedenis van Israël en het Nabije Oosten in Bijbelse tijden. Hij was van 1975 tot 2002 professor archeologie en antropologie van het Nabije Oosten aan de universiteit van Arizona in Tucson. Dever studeerde in 1955 af aan de Milligan College en ontving zijn Ph.D. aan de Harvard-universiteit in 1966.
Dever was de leider bij de Harvard Semitic Museum-Hebrew Union College opgravingen van 1966-71, 1984 en 1990 in Gezer. Van 1967 to 1971 had hij de leiding over de opgravingen in Khirbet El-Kôm en Jebel Qacaqir (Westelijke Jordaanoever). Hij was de voornaamste onderzoeker bij de opgravingen in Tell el-Hayyat (Jordanië) van 1981 tot 1985 en assistent-leider tijdens de onderzoeken van de universiteit van Arizona in Idalion op Cyprus van 1991. Daarnaast nam hij deel aan vele andere opgravingen.
Na zijn emeritaat is Dever een frequente auteur geworden in verband met vragen die betrekking hebben op de historiciteit van de Bijbel. Hij is vernietigend in zijn afwijzing van de "minimalisten" die elke historische waarde van de Bijbel ontkennen. Hijzelf is echter evenmin een aanhanger van de letterlijke interpretatie van de Bijbel. Hij heeft hierover het volgende geschreven:

I am not reading the Bible as Scripture.... I am in fact not even a theist. My view all along—and especially in the recent books—is first that the biblical narratives are indeed 'stories,' often fictional and almost always propagandistic, but that here and there they contain some valid historical information. That hardly makes me a 'maximalist.'

en

Archaeology as it is practiced today must be able to challenge, as well as confirm, the Bible stories. Some things described there really did happen, but others did not. The Biblical narratives about Abraham, Moses, Joshua and Solomon probably reflect some historical memories of people and places, but the "larger than life" portraits of the Bible are unrealistic and contradicted by the archaeological evidence.

Nochtans, stelt Dever ook duidelijk dat zijn historisch onderzoeksgebied in een veel breder kader zou moeten worden gezien dan slechts in welke mate het betrekking heeft op de Bijbel:

The most naïve [misconception about Syro-Palestinian archaeology] is that the rationale and purpose of "biblical archaeology" (and, by extrapolation, Syro-Palestinian archaeology) is simply to elucidate the Bible, or the lands of the Bible

Hij heeft de theorie van de boerenopstand, van Bijbelwetenschapper Georges Mendelhal en socioloog Norman Gottwald, over de oorsprong van de eerste Israëlieten hernomen. Volgens deze theorie, was de Israëlitische verovering een feit nadat een aanzienlijk aantal Kanaänitische boeren hun meesters en heren van de steden ten val hadden gebracht om de gemeenschap van Israëlieten te worden. Hij heeft deze theorie aan de hand van archeologische bewijsvoering aangevuld, volgens dewelke de inname van de hoger gelegen gebieden te danken is aan twee technologische innovaties: de mogelijkheid om citernen uit te houwen in de rots en de mogelijkheid om ze te plamuren. Israël Finkelstein, een van de archeologen aan wie men de ontdekking van de kledij van de eerste Israëlieten te danken heeft, heeft deze theorie in twijfel getrokken door op te merken dat de technologie van cisternen reeds lang bekend was en gebruikt werd voor het ontstaan van primitief Israël.

## Selectie uit zijn publicaties
- W.G. Dever, What Did the Biblical Writers Know and When Did They Know It? What Archaeology Can Tell Us about the Reality of Ancient Israel, Grand Rapids (Mich.), 2001. ISBN 0802847943
- W.G. Dever, Who Were the Early Israelites and Where Did They Come from?, Grand Rapids (Mich.), 2003. ISBN 0802809758
- W.G. Dever, Did God Have a Wife?: Archaeology and Folk Religion in Ancient Israel, Grand Rapids (Mich.), 2005. ISBN 0802828523

Een volledige lijst van de uitgebreide publicaties van Dever kan men vinden op: arizona.edu

## Voetnoten
1. ↑  Gedetailleerd curriculum vitae, University of Arizona.
2. ↑  W.G. Dever, Contra Davies, in The Bible and Interpretation (2003).
3. ↑  W.G. Dever, The Western Cultural Tradition Is at Risk, in Biblical Archaeology Review 32 (2006), pp. 26, 76.
4. ↑  W.G. Dever, art. Archaeology, in The Anchor Bible Dictionary 1 (1992), p. 358.
5. ↑  I. Finkelstein - N.A. Silberman, The Bible Unearthed: Archaeology's New Vision of Ancient Israel and the Origin of Its Sacred Texts, New York, 2001. ISBN 0684869128

- Bibsys: 90242836
- Bibliothèque nationale de France: cb12535291t (data)
- Catàleg d'autoritats de noms i títols de Catalunya: 981058524721106706
- CiNii: DA04782698
- Gemeinsame Normdatei: 132722453
- International Standard Name Identifier: 0000 0001 1770 7887
- Library of Congress Control Number: n79066000
- Nationale Bibliotheek van Tsjechië: uk2006305248
- Nationale bibliotheek van Australië: 53004765
- Nationale Bibliotheek van Israël: 987007260478905171
- Nederlandse Thesaurus van Auteursnamen: 069713413
- Istituto Centrale per il Catalogo Unico: SBLV294141
- SNAC: w60h70xr
- Système universitaire de documentation: 034615415
- Trove: 1533282
- Virtual International Authority File: 75021006
- WorldCat: E39PBJh4wQkJHHKxxPphQGy68C